# Hapalochlaena
Hapalochlaena é um género de moluscos cefalópodes da subfamília Octopodinae.
Este género é composto pelas seguintes espécies de polvos-de-anéis-azuis:
- Hapalochlaena fasciata (Hoyle, 1886)
- Hapalochlaena lunulata (Quoy & Gaimard, 1832)
- Hapalochlaena maculosa (Hoyle, 1883)
- Hapalochlaena nierstraszi (Adam, 1938)

Seu veneno não possui,antídoto